# جک پولمن
جک پولمن (انگلیسی: Jack Pulman؛ ‏ ۱۱ ژوئیهٔ ۱۹۲۵ – ۲۰ مهٔ ۱۹۷۹) فیلم‌نامه‌نویس اهل بریتانیا بود.
از فیلم‌ها یا مجموعه‌های تلویزیونی که وی در آن‌ها نقش داشته است، می‌توان به دیوید کاپرفیلد، جین ایر و جنگ و صلح اشاره نمود.